# Висоцький Лев Ілліч
Лев Ілліч Висоцький (31 серпня 1931, місто Саратов, тепер Російська Федерація — січень 2023, місто Саратов, тепер Російська Федерація) — радянський і російський науковець, завідувач кафедри гідравліки Саратовського політехнічного інституту. Кандидат технічних наук (1961), доцент (1964), доктор технічних наук (1971), професор. Член ЦК КПРС у 1990—1991 роках.

## Життєпис
У 1953 році закінчив Саратовський автомобільно-дорожній інститут за спеціальністю «Мости та тунелі».
У 1953 році — старший інженер відділу Ташкентського інституту «Уздержпроєкт» Узбецької РСР.
У 1953—1957 роках — асистент Саратовського автомобільно-дорожнього інституту.
У 1957—1961 роках — аспірант Московського інженерно-будівельного інституту.
У 1961—1971 роках — асистент, старший науковий співробітник, доцент Саратовського політехнічного інституту.
Член КПРС з 1970 року.
У 1971 році успішно захистив докторську дисертацію на тему «Управління бурхливими потоками на водоскидах».
У 1971—1980 роках — професор, декан енергетичного та дорожнього факультетів Саратовського політехнічного інституту.
Одночасно в 1972—2011 роках — завідувач кафедри гідравліки («Гідравліка, гідравлічні машини та водопостачання»), професор Саратовського політехнічного інституту (потім Саратовського державного технічного університету (СДТУ)).
З 1975 року — відповідальний редактор щорічної наукової збірки «Удосконалення методів гідравлічних розрахунків водопропускних та очисних споруд».
З 2011 по 2023 рік — професор кафедри «Теплогазопостачання, вентиляція, водозабезпечення та прикладна гідрогазодинаміка» Саратовського державного технічного університету (СДТУ).
Був членом Академії транспорту Російської Федерації, членом Академії комунального господарства Російської Федерації, членом Академії водогосподарських наук Російської Федерації, а також членом Міжнародної асоціації з гідравлічних досліджень.
Опублікував понад 500 наукових праць, отримав понад 80 авторських свідоцтв та патентів на винаходи, 5 золотих, 7 срібних та 3 бронзових медалей ВДНГ СРСР. Заслужений діяч науки і техніки РРФСР. Нагороджений медаллю «За доблесну працю. В ознаменування 100-річчя з дня народження Володимира Ілліча Леніна» (1970), знаками «За відмінні успіхи у роботі вищої школи СРСР», «Винахідник СРСР», «Почесний транспортник Казахстану», «Почесний працівник вищої школи», «Інженер року 2006», «Почесний працівник СДТУ». Занесений до книги Пошани СДТУ.
Помер на початку січня 2023 року в місті Саратові.